# Lahamaide
Lahamaide is een dorp in de Belgische provincie Henegouwen, en een deelgemeente van de Waalse gemeente Elzele (Frans: Ellezelles) in het Pays des Collines.

## Geschiedenis
De naam Lahamaide betekent slagboom (hameide in het Nederlands). Vanaf de 11de eeuw was Lahamaide in handen van de gelijknamige adellijke familie de la Hamaide. In 1485 stierf Michel de la Hamaide zonder nakomelingen, waardoor Lahamaide in handen kwam van zijn nicht Maria van Berlaymont. Zij trouwde met Jacobus I van Luxemburg-Fiennes, waardoor het kasteel van Lahamaide eigendom werd van het huis Luxemburg-Fiennes. Toen dochter Francisca van Luxemburg trouwde met Jan IV van Egmont, werd het kasteel van Lahamaide het bezit van huis Egmont. Lamoraal van Egmont werd er geboren op 18 november 1522. Op 18 november 2022 werd de vijfhonderdste verjaardag van Egmont herdacht met een plechtigheid in de kerk van Lahamaide.
Lahamaide was een zelfstandige gemeente, tot die bij de gemeentelijke herindeling van 1977 toegevoegd werd aan de gemeente Elzele.

## Bezienswaardigheden
- De Sint-Maria-Magdalenakerk (Église Sainte-Marie Madeleine) is een classicistisch bouwwerk van 1787-1790, opgetrokken in baksteen met natuurstenen elementen.
- Het Kasteel van Egmont (Château d'Egmont), geboorteplaats van Lamoraal van Egmont, gesloopt in 1826 met uitzondering van een bijgebouw en enkele murresten.
- Het ecomuseum is een museum dat het vroegere landelijke leven en oude ambachten in de kijker zet. Het museum bestaat sinds 1975 en bevat een dorpscafé, smidse, tabakfabriek en een oud huis, "la maison Louise".

## Afbeeldingen

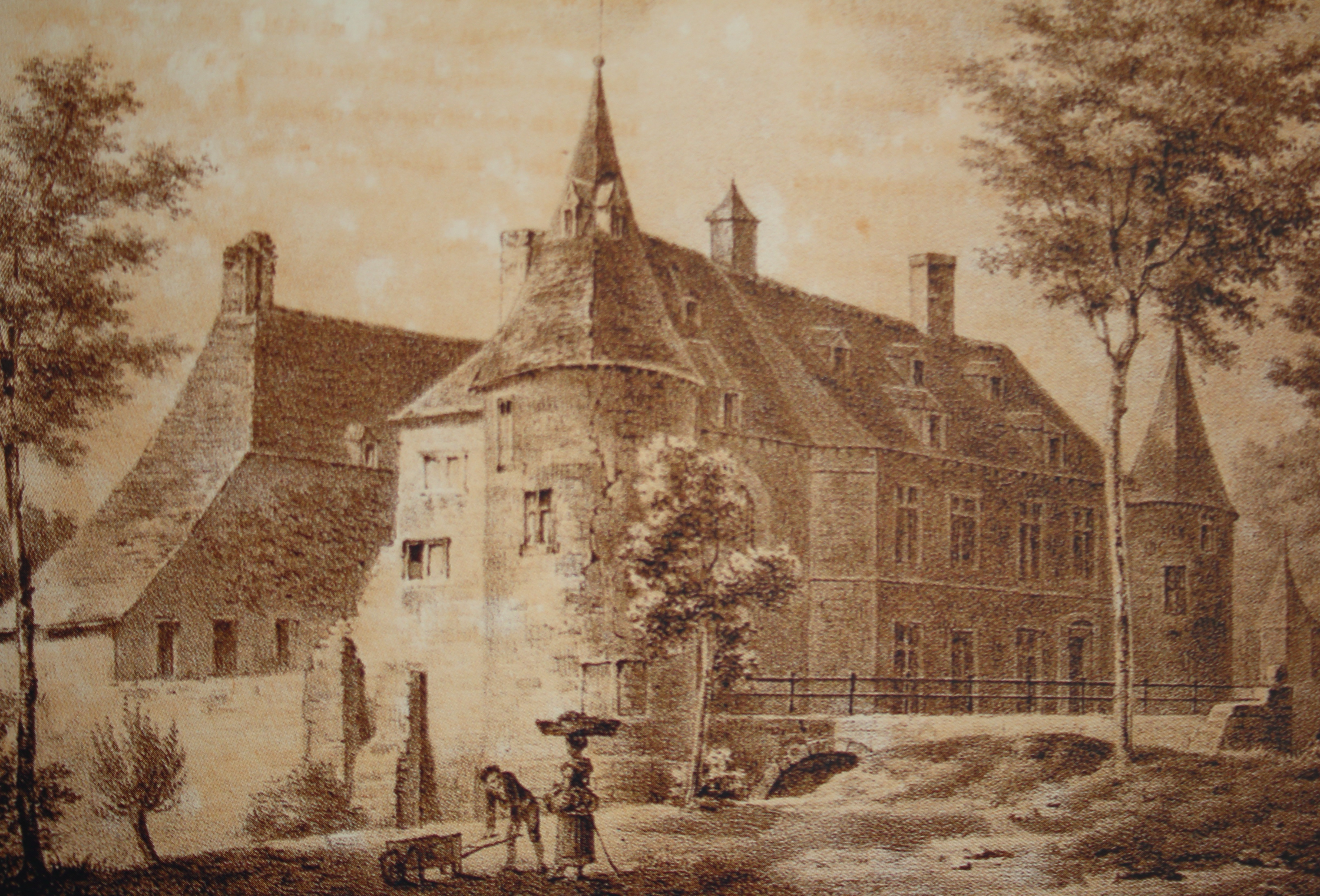
Kasteel van Lahamaide, geboorteplaats van Lamoraal van Egmont
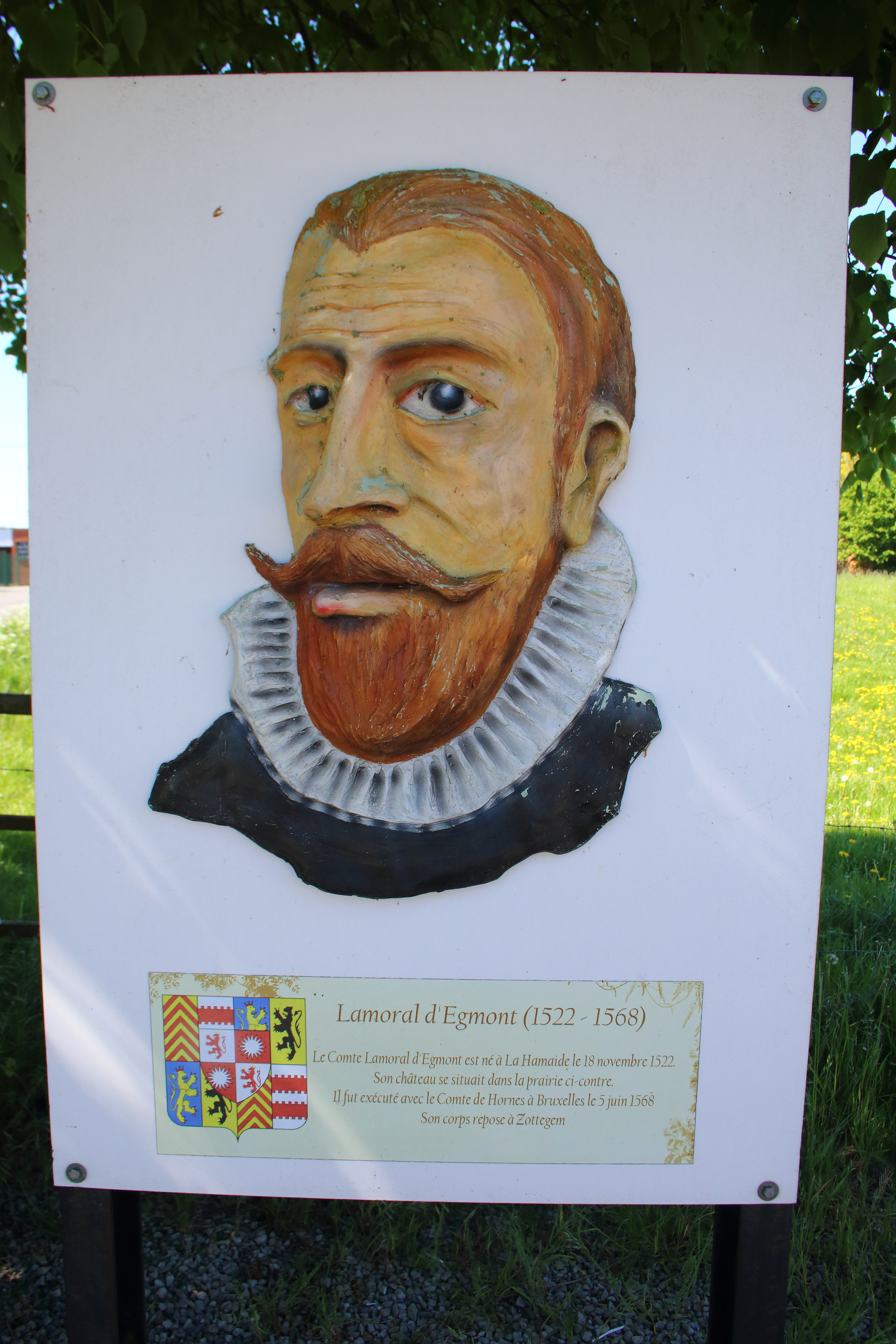
plaquette geboorteplaats Lamoraal van Egmont
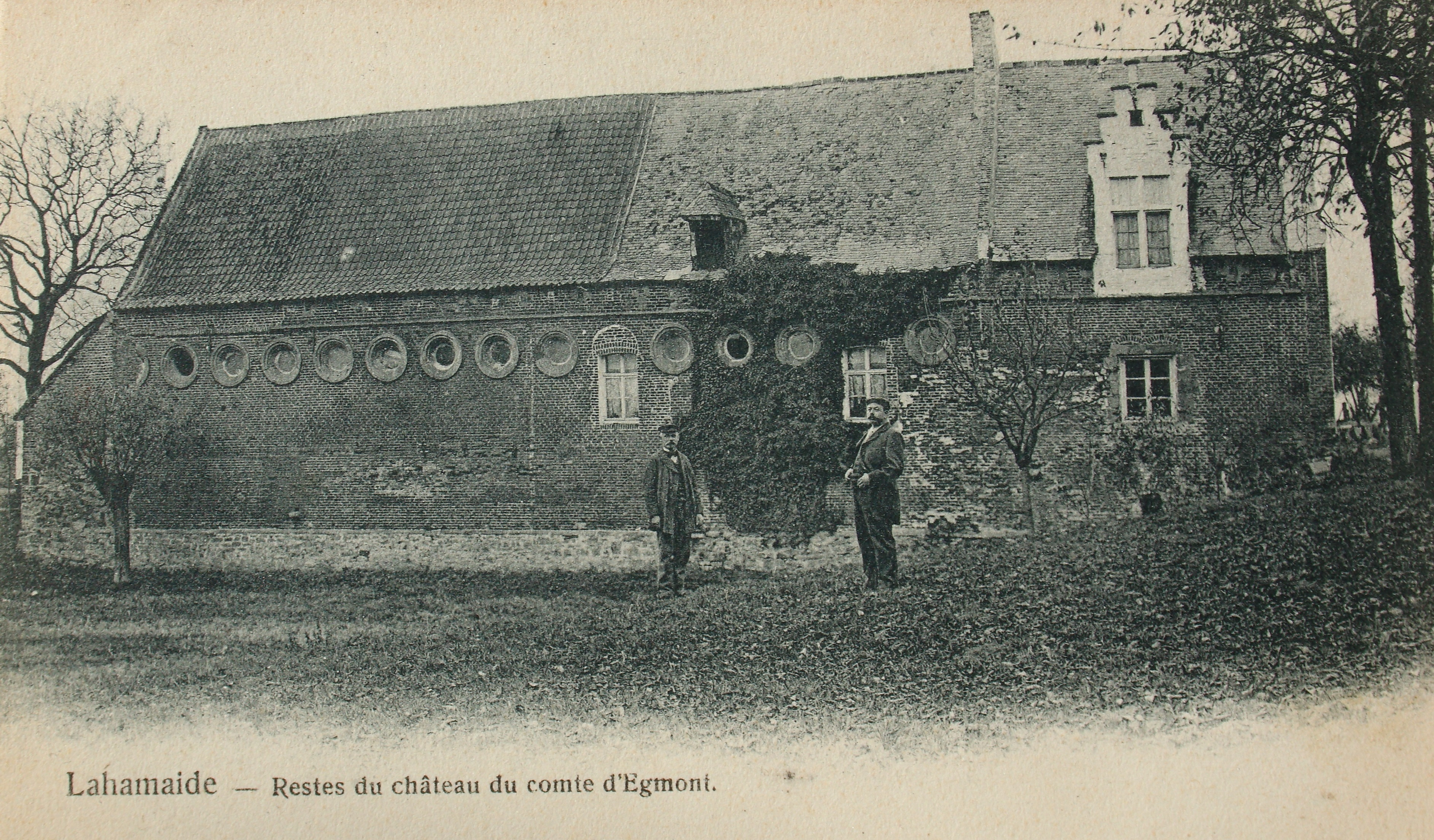
Overblijfselen kasteel van Lahamaide

## Natuur en landschap
Lahamaide ligt ten oosten van het Pays des Collines op een hoogte van 67 meter. De plaats ligt nabij een Chaussée Brunehaut. Ten zuiden van Lahamaide loopt de Trimpont in oostelijke richting.

## Demografische ontwikkeling
- Bronnen:NIS, Opm:1831 tot en met 1970=volkstellingen, 1976= inwoners op 31 december

## Nabijgelegen kernen
Grand Monchaut, Wodecq, Oeudeghien, Bouvignies, Wannebecq, Vloesberg